# Chamier III

Chamier III

Chamier III a

Chamier III (Gliszczyński I, Chamier-Gliszczyński I, Ciemiński II, Chamier-Ciemiński II, Księżyc odmienny) – kaszubski herb szlachecki, według Przemysława Pragerta odmiana herbu Księżyc.

## Opis herbu
Herb występował przynajmniej w dwóch wariantach. Opisy z wykorzystaniem zasad blazonowania, zaproponowanych przez Alfreda Znamierowskiego:
Chamier III: W polu błękitnym półksiężyc złoty z twarzą rogami w prawo, ponad nim z prawej i lewej dwie gwiazdy złote, pod nim trzecia takaż gwiazda. Klejnot: trzy pióra strusie, złote między błękitnymi. Labry: błękitne, podbite złotem.
Chamier IIIa: W polu błękitnym z lewej półksiężyc złoty z twarzą rogami w prawo, z prawej trzy takież gwiazdy w słup. Klejnot: trzy pióra strusie. Labry: błękitne, podbite złotem.

## Najwcześniejsze wzmianki
Wymieniany przez Cramera (Geschichte der Lande Lauenberg und Bütow), Żernickiego (Die Polnische Stammwappen i Der Polnische Adel) i w Nowym Siebmacherze. Wariant drugi wymieniany tylko przez Żernickiego.

## Herbowni
Chamier (Chamer, Chamir, Chamirsz, Chammer, Chammier, Chamyr, Szamier). Wedle Pragerta, herbem tym mieli posługiwać się Chamierowie z przydomkiem Ciemiński i Gliszczyński.
Chamierowie innych przydomków mieli używać wedle Pragerta innych herbów: Chamier, Chamier II, Chamier IV.